# Pareutetrapha eximia
Pareutetrapha eximia là một loài bọ cánh cứng trong họ Cerambycidae.